# Show aéreo

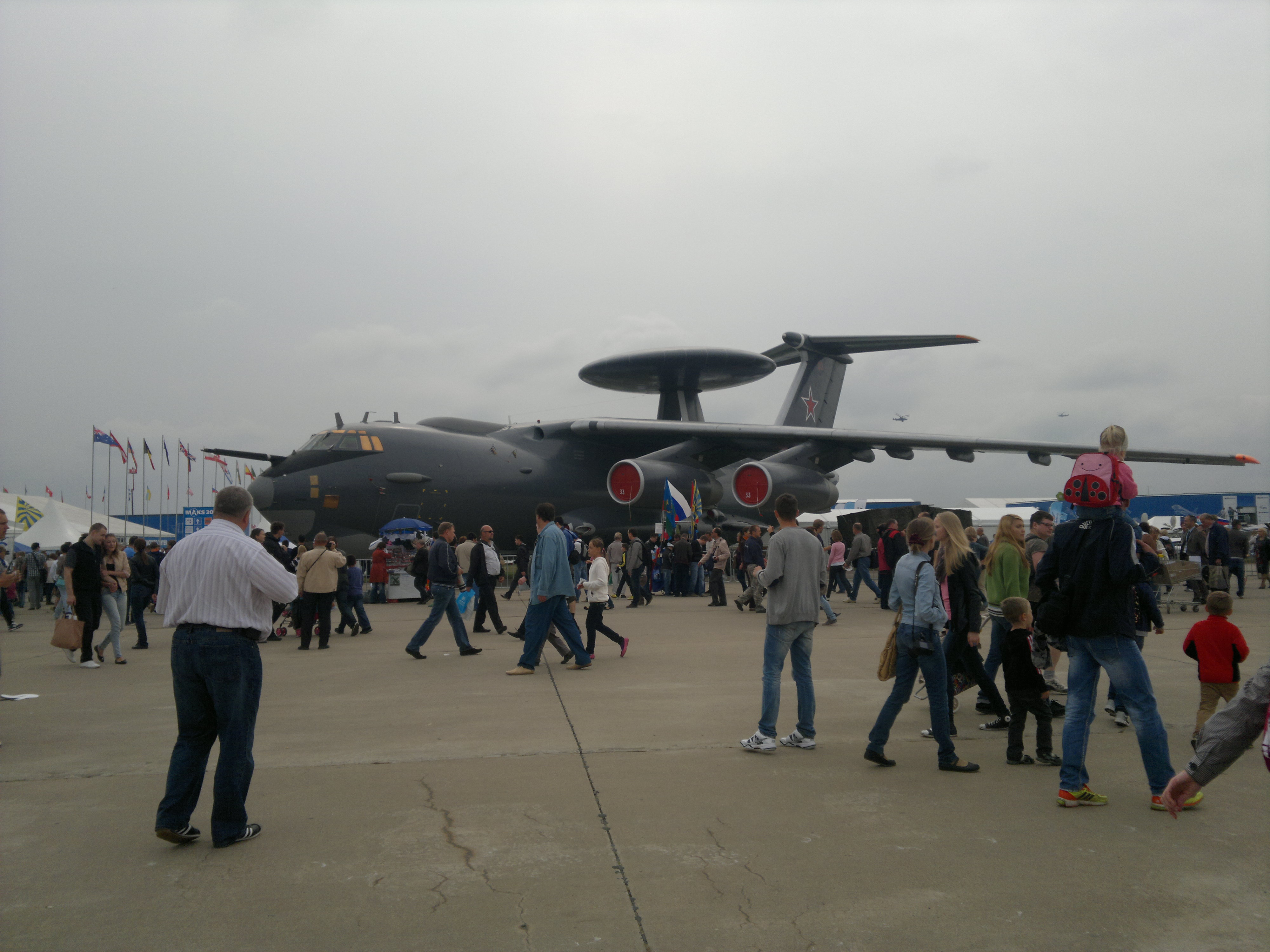
Beriev A-50 no MAKS

Um show aéreo é um evento público no qual o aviador demonstra suas habilidades de voo e capacidades de suas aeronaves para espectadores. Os shows aéreos sem apresentações de acrobacias aéreas, tendo apenas aeronaves dispostas em solo, são chamados de "shows aéreos estáticos".

## Elementos
Alguns shows aéreos são utilizados como locais de negócios, em que aeronaves, aviônicas, e outros serviços são apresentados para potenciais consumidores. Muitos shows aéreos são feitos para apoiar instituições de caridade locais, nacionais ou militares. Empresas aéreas militares muitas vezes organizam shows aéreos em pistas de pouso militares como exercício público e forma de promover carreiras do tipo.
Shows aéreos podem serem encontrados durante "temporadas" ao redor do globo. Os Estados Unidos geralmente realiza-os entre março e novembro, enquanto na Europa tendem a ocorrer entre final de abril até meados de outubro.

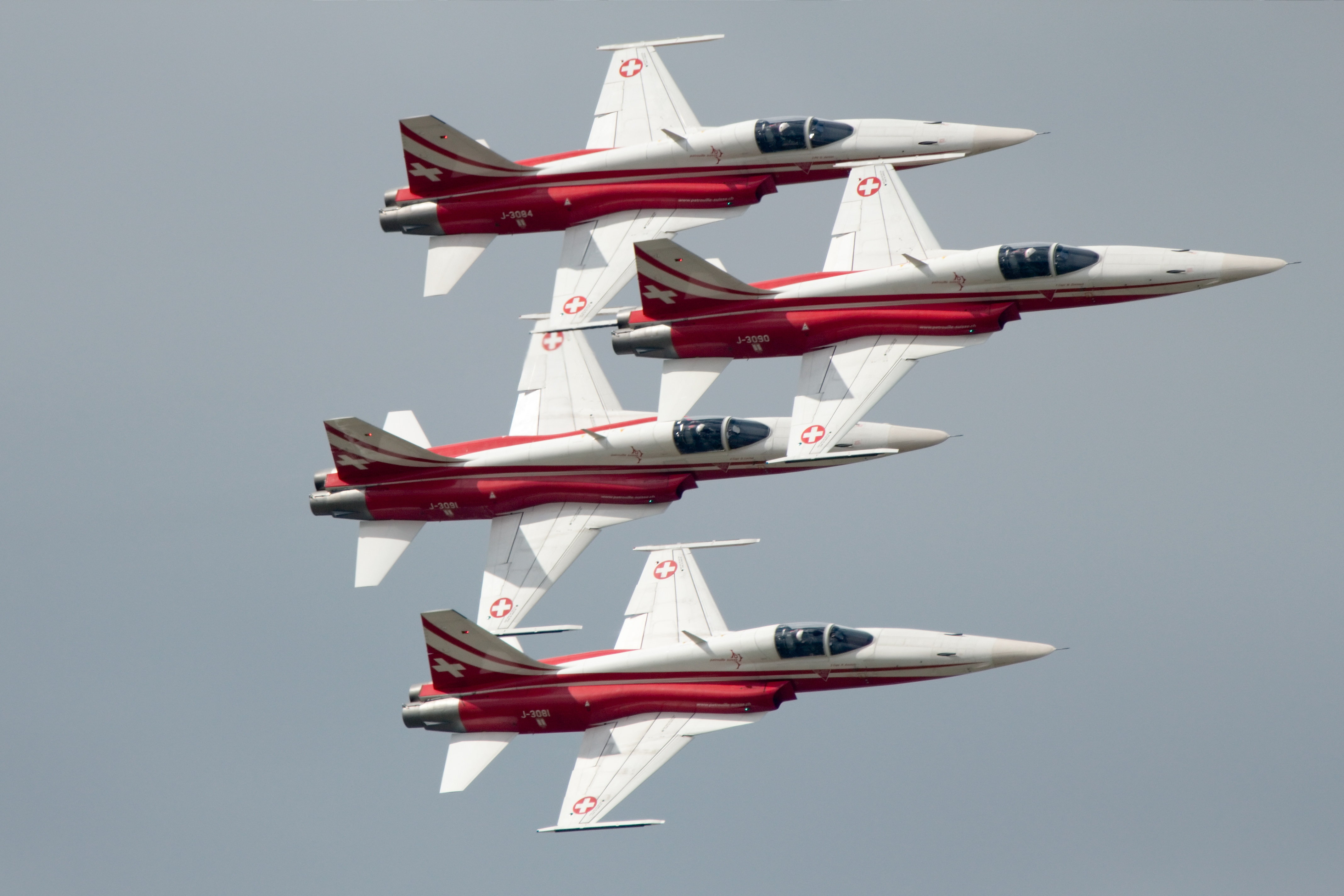
O Patrouille Suisse no Show aéreo de Berlim

Os tipos de apresentações por evento dependem de vários fatores, incluindo as condições climáticas e visibilidade. A maioria das autoridades de aviação publicam regras e guias sobre a altitude e os critérios dependente as condições para realização de manobras. Em adição ao tempo, pilotos e organizadores devem também considerar as restrições do espaço aéreo local. A maioria das exibições possuem planos "total", "contínuo" e "curto" dependente tais condições.
Os tipos de shows variam muito. Alguns são eventos militares grandes com muitas aeronaves dispostas e apresentadas, enquanto outros são realizados em pequenas pistas de pousos com apenas uma ou duas horas de voos. Os shows aéreos podem ser realizados em período diurno ou noturno, sendo este altamente popular.